# 田福泉
田福泉（1966年—），河北易县人，汉族，中华人民共和国政治人物、第十一届全国人民代表大会辽宁地区代表。
毕业于东北大学材料工程专业。加入中共，担任抚顺铝厂副厂长、厂长，抚顺铝业有限公司执行董事，总经理，抚顺企业协调小组组长。2008年起担任全国人大代表。